# روانی (فیلم ۱۳۷۶)
روانی فیلمی به کارگردانی داریوش فرهنگ و نویسندگی جابر قاسمعلی محصول سال ۱۳۷۶ است.

## خلاصه داستان
مادر مریم در جوانی از سرطان خون مرده‌است و مریم که مثل مادرش ـ اما تنها به دلیل بحران‌های عصبی ـ مرتباً خون دماغ می‌شود، همواره بر این باور است که سرطان دارد و چیزی به پایان عمرش نمانده و این تصور، به خصوص حالا در ۲۸ سالگی (سن مرگ مادرش) به اوج رسیده‌است. نوری، مرد تنهایی که سال هاست با پیرزنی کولی که او را خاله می‌نامد زندگی می‌کند، از چند سال پیش با دیدن مریم در عکاسی محل کارش او را زیر نظر گرفته و مدام به دنبال فرصتی است که توجه او را به خود جلب کند. به این منظور، نوری مدام خاله را به سراغ مریم می‌فرستد تا در پارک به عنوان فالگیر، رسیدن مسافر سفیدپوشی را به او نوید دهد که داروی شفابخش را برای مریم به ارمغان خواهد آورد. مریم به اصرار پدر و نامادری خود با مهندسی به نام امیر ازدواج می‌کند؛ اما پس از ازدواج ـ که بحران‌های عصبی تازه‌ای برای مریم به همراه دارد ـ نیز نوری دست از سر او برنمی‌دارد و سرانجام با لباس سرتاپا سفید به سراغ مریم می‌آید و خود را مسافری معرفی می‌کند که از آن سوی اقیانوس‌ها آمده‌است. نوری با مریم قرار می‌گذارد که روز بعد پس از جدا شدن مریم از همسرش داروی شفابخش را برای او بیاورد؛ اما به اصرار امیر مریم مجبور می‌شود با شوهرش به شمال برود. در این میان امیر ـ که از بیماری روانی مریم آگاه است و می‌داند که سرطان ندارد ـ به سراغ پزشک خانوادگی مریم می‌رود و اطمینان می‌یابد که همسرش به او خیانت نخواهد کرد. در حالی که مریم سعی می‌کند مسافر سفیدپوش را از یاد ببرد، نوری نقشه تازه‌ای طراحی می‌کند و با کشاندن امیر به خانه پیرزن کولی، خود به سراغ مریم می‌رود و از او می‌خواهد خانه را ترک کند و با هم به مسافرت بروند. مریم وقتی حرف‌های نوری را دربارهٔ خانواده از هم پاشیده و سرخوردگی دوران کودکی اش می‌شنود، به بیماری روانی او پی می‌برد و اعتماد به نفسش را در مقابل او به دست می‌آورد. امیر نیز که به بحران روحی و قصد نهایی نوری پی برده، با سرعت خود را به خانه می‌رساند و نوری را بیرون می‌اندازد. حالا مریم حس می‌کند که از بحران روحی رهایی یافته‌است.

## بازیگران
- خسرو شکیبایی (مسافر)
- نیکی کریمی (مریم)
- پرویز پرستویی (امیر)
- هایده حائری (نامادری مریم)
- محمد برسوزیان (سرهنگ)
- نیکو خردمند (فال گیر)
- فهیمه راستکار (زن کولی)
- فخرالدین صدیق‌شریف (دکتر)
- شاهرخ دستورتبار (همکار امیر)
- رایحه قرآنی (غزاله)
- گلنوش ظهوری (کودکی مریم)